# Ylipäänjärvi
Ylipäänjärvi är en sjö i kommunen Haapajärvi i landskapet Norra Österbotten i Finland. Arean är 35 hektar och strandlinjen är 7,15 kilometer lång. Sjön  ingår i Kalajoki älvs huvudavrinningsområde.   Den ligger omkring 140 kilometer söder om Uleåborg och omkring 400 kilometer norr om Helsingfors. 
I sjön finns ön Nuottisaari. 